# Mark Bartosic

Wappen von Mark Bartosic

Mark A. Bartosic (* 21. Juni 1961 in Neenah, Wisconsin, USA) ist ein US-amerikanischer Geistlicher und römisch-katholischer Weihbischof in Chicago.

## Leben
Mark Bartosic empfing am 21. Mai 1994 das Sakrament der Priesterweihe.
Am 3. Juli 2018 ernannte ihn Papst Franziskus zum Titularbischof von Naratcata und zum Weihbischof in Chicago. Der Erzbischof von Chicago, Blase Joseph Kardinal Cupich, spendete ihm am 17. September desselben Jahres die Bischofsweihe; Mitkonsekratoren waren die emeritierten Weihbischöfe in Chicago, Francis Kane und George Rassas.